# Trindade
Trindade (portugál: Ilha da Trindade, gyakran: Trinidad) egy Brazíliához tartozó kis vulkáni sziget az Atlanti-óceánon, 1150 km-re keletre Vitória várostól.

## Földrajza
A 6 km hosszú és 3 km széles sziget területe 10 km² és ezzel a Trindade és Martim Vaz-szigetek legnagyobb szigete. A sziget egy kráterekkel és lávadómokkal rendelkező aktív rétegvulkán. A szakadékokkal tarkított felszínét a 19. századba nyúlóan erdőségek borították, manapság a déli oldalát leszámítva kopárrá vált. A sziget az Enseada dos Portugueses brazil haditengerészeti támaszpontot leszámítva lakatlan.

## Története
A szigetet 1502-ben Vasco da Gama fedezte fel és Brazília függetlenedéséig portugál területnek számított. 1890 és 1896 között Nagy-Britannia megszállása alatt tartotta, mígnem egy egyezmény keretében vissza nem szolgáltatta Brazíliának. Az első világháború elején, 1914. szeptember 14-én a partjaiban került sor egy brit és egy német segédcirkáló tűzharcára, mely után a német Cap Trafalgar elsüllyedt a szigettől északra (Trinidadi ütközet).

## Fordítás
- Ez a szócikk részben vagy egészben  a   Trindade (Insel) című német Wikipédia-szócikk ezen változatának fordításán alapul.  Az eredeti cikk szerkesztőit annak laptörténete sorolja fel. Ez a jelzés csupán a megfogalmazás eredetét és a szerzői jogokat jelzi, nem szolgál a cikkben szereplő információk forrásmegjelöléseként.